# Record d'Europe du saut en hauteur
Pour un article plus général, voir Records d'Europe d'athlétisme.
Le record d'Europe masculin du saut en hauteur est actuellement co-détenu par deux athlètes : le Suédois Patrik Sjöberg (le 30 juin 1987 à Stockholm) et l'Ukrainien Bohdan Bondarenko (le 14 juin 2014 à New York) avec la marque de 2,42 m. L'Ukrainienne Yaroslava Mahuchikh détient le record d'Europe féminin avec 2,10 m, hauteur franchie le 7 juillet 2024 à Paris. Cette performance constitue par ailleurs l'actuel record du monde.
Le premier record d'Europe du saut en hauteur homologué par l'Association européenne d'athlétisme est établi en 1936 par le Finlandais Kalevi Kotkas avec un saut à 2,03 m.

## Records d'Europe

### Hommes
32 records d'Europe masculins du saut en hauteur ont été homologués par l'AEA.

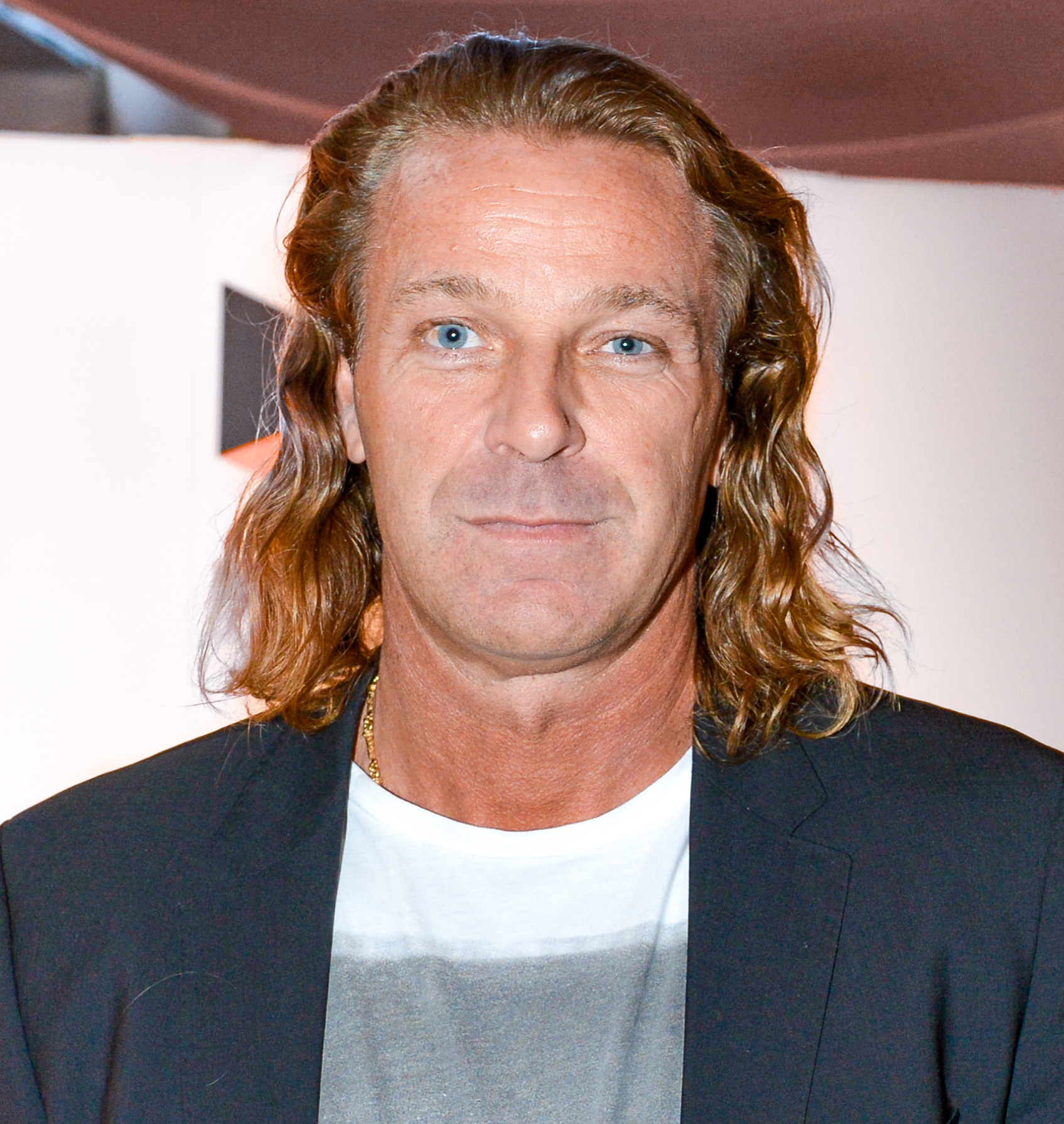
Le Suédois Patrik Sjöberg, actuel codétenteur du record d'Europe du saut en hauteur.

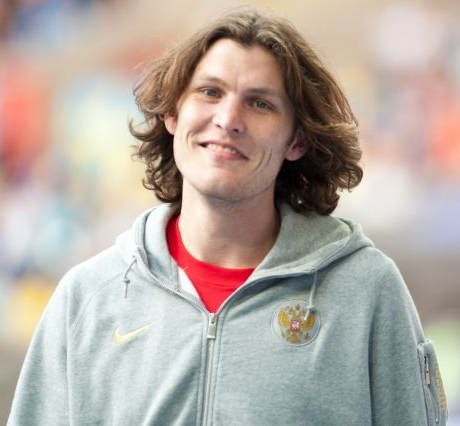
Ivan Ukhov dont le record de 2,42 m en 2014 est annulé en 2019.

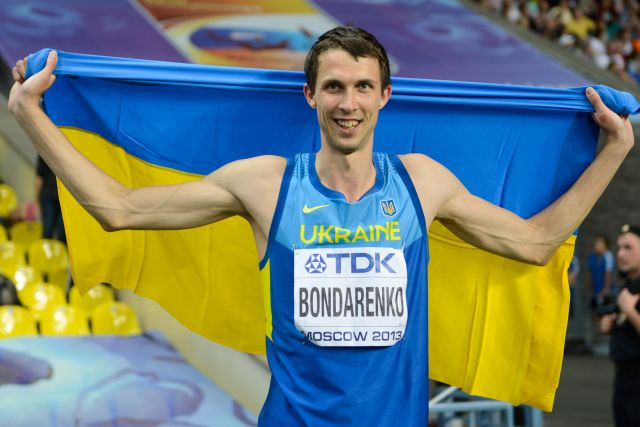
Bohdan Bondarenko.

| Marque | Athlète             | Lieu      | Date               |
| ------ | ------------------- | --------- | ------------------ |
| 2,03 m | Kalevi Kotkas       | Helsinki  | 12 juin 1936       |
| 2,04 m | Kalevi Kotkas       | Göteborg  | 1er septembre 1936 |
| 2,10 m | Bengt Nilsson       | Göteborg  | 15 juillet 1954    |
| 2,11 m | Bengt Nilsson       | Göteborg  | 19 septembre 1954  |
| 2,16 m | Yuriy Stepanov      | Leningrad | 13 juillet 1957    |
| 2,17 m | Valeriy Brumel      | Moscou    | 13 août 1960       |
| 2,18 m | Valeriy Brumel      | Odessa    | 17 septembre 1960  |
| 2,19 m | Valeriy Brumel      | Louhansk  | 9 octobre 1960     |
| 2,20 m | Valeriy Brumel      | Oujhorod  | 25 octobre 1960    |
| 2,23 m | Valeriy Brumel      | Moscou    | 18 juin 1961       |
| 2,24 m | Valeriy Brumel      | Moscou    | 16 juillet 1961    |
| 2,25 m | Valeriy Brumel      | Sofia     | 31 août 1961       |
| 2,26 m | Valeriy Brumel      | Palo Alto | 22 juillet 1962    |
| 2,27 m | Valeriy Brumel      | Moscou    | 29 septembre 1962  |
| 2,28 m | Valeriy Brumel      | Moscou    | 21 juillet 1963    |
| 2,29 m | Jacek Wszoła        | Coblence  | 8 septembre 1976   |
| 2,30 m | Aleksandr Grigoryev | Riga      | 5 juin 1977        |
| 2,31 m | Vladimir Yashchenko | Richmond  | 3 juillet 1977     |
| 2,33 m | Vladimir Yashchenko | Richmond  | 3 juillet 1977     |
| 2,34 m | Vladimir Yashchenko | Tbilissi  | 16 juin 1978       |
| 2,35 m | Jacek Wszoła        | Eberstadt | 25 mai 1980        |
| 2,35 m | Dietmar Mögenburg   | Rehlingen | 26 mai 1980        |
| 2,36 m | Gerd Wessig         | Moscou    | 1er août 1980      |
| 2,36 m | Sergey Zasimovich   | Tachkent  | 5 mai 1984         |
| 2,36 m | Carlo Thränhardt    | Eberstadt | 10 juin 1984       |
| 2,36 m | Dietmar Mögenburg   | Eberstadt | 10 juin 1984       |
| 2,37 m | Valeriy Sereda      | Rieti     | 2 septembre 1984   |
| 2,37 m | Carlo Thränhardt    | Rieti     | 2 septembre 1984   |
| 2,38 m | Patrik Sjöberg      | Eberstadt | 16 juin 1985       |
| 2,40 m | Rudolf Povarnitsyn  | Donetsk   | 11 août 1985       |
| 2,41 m | Igor Paklin         | Kōbe      | 4 septembre 1985   |
| 2,42 m | Patrik Sjöberg      | Stockholm | 30 juin 1987       |
| 2,42 m | Bohdan Bondarenko   | New York  | 14 juin 2014       |

### Femmes
| Marque  | Athlète             | Pays                 | Lieu          | Date              |
| ------- | ------------------- | -------------------- | ------------- | ----------------- |
| 1,524 m | Phyllis Green       | Royaume-Uni          | Londres       | 11 juillet 1925   |
| 1,552 m | Phyllis Green       | Royaume-Uni          | Londres       | 2 août 1926       |
| 1,605 m | Carolina Gisolf     | Pays-Bas             | Maastricht    | 18 août 1929      |
| 1,62 m  | Carolina Gisolf     | Pays-Bas             | Amsterdam     | 12 juin 1932      |
| 1,66 m  | Dorothy Odam        | Royaume-Uni          | Brentwood     | 29 mai 1939       |
| 1,66 m  | Ilsebill Pfenning   | Suisse               | Lugano        | 27 juillet 1941   |
| 1,71 m  | Fanny Blankers-Koen | Pays-Bas             | Amsterdam     | 30 mai 1943       |
| 1,72 m  | Sheila Lerwill      | Royaume-Uni          | Londres       | 7 juillet 1951    |
| 1,73 m  | Aleksandra Chudina  | Union soviétique     | Kiev          | 22 mai 1954       |
| 1,74 m  | Thelma Hopkins      | Royaume-Uni          | Belfast       | 5 mai 1956        |
| 1,75 m  | Iolanda Balaș       | Roumanie             | Bucarest      | 14 juillet 1956   |
| 1,76 m  | Iolanda Balaș       | Roumanie             | Bucarest      | 13 octobre 1957   |
| 1,78 m  | Iolanda Balaș       | Roumanie             | Bucarest      | 7 juin 1958       |
| 1,80 m  | Iolanda Balaș       | Roumanie             | Cluj          | 22 juin 1958      |
| 1,81 m  | Iolanda Balaș       | Roumanie             | Poiana Brasov | 31 juillet 1958   |
| 1,82 m  | Iolanda Balaș       | Roumanie             | Bucarest      | 4 octobre 1958    |
| 1,83 m  | Iolanda Balaș       | Roumanie             | Bucarest      | 18 octobre 1958   |
| 1,84 m  | Iolanda Balaș       | Roumanie             | Bucarest      | 21 septembre 1959 |
| 1,85 m  | Iolanda Balaș       | Roumanie             | Bucarest      | 6 juin 1960       |
| 1,86 m  | Iolanda Balaș       | Roumanie             | Bucarest      | 10 juillet 1960   |
| 1,87 m  | Iolanda Balaș       | Roumanie             | Bucarest      | 15 avril 1961     |
| 1,88 m  | Iolanda Balaș       | Roumanie             | Varsovie      | 18 juin 1961      |
| 1,90 m  | Iolanda Balaș       | Roumanie             | Budapest      | 8 juillet 1961    |
| 1,91 m  | Iolanda Balaș       | Roumanie             | Sofia         | 16 juillet 1961   |
| 1,92 m  | Ilona Gusenbauer    | Autriche             | Vienne        | 4 septembre 1971  |
| 1,92 m  | Ulrike Meyfarth     | Allemagne de l'Ouest | Munich        | 4 septembre 1972  |
| 1,94 m  | Yordanka Blagoeva   | Bulgarie             | Zagreb        | 24 septembre 1972 |
| 1,94 m  | Rosemarie Witschas  | Allemagne de l'Est   | Berlin        | 24 août 1974      |
| 1,95 m  | Rosemarie Ackermann | Allemagne de l'Est   | Rome          | 8 septembre 1974  |
| 1,96 m  | Rosemarie Ackermann | Allemagne de l'Est   | Dresde        | 8 mai 1976        |
| 1,96 m  | Rosemarie Ackermann | Allemagne de l'Est   | Dresde        | 3 juillet 1976    |
| 1,97 m  | Rosemarie Ackermann | Allemagne de l'Est   | Helsinki      | 14 août 1977      |
| 1,97 m  | Rosemarie Ackermann | Allemagne de l'Est   | Berlin        | 26 août 1977      |
| 2,00 m  | Rosemarie Ackermann | Allemagne de l'Est   | Berlin        | 26 août 1977      |
| 2,01 m  | Sara Simeoni        | Italie               | Brescia       | 4 août 1978       |
| 2,01 m  | Sara Simeoni        | Italie               | Prague        | 21 août 1978      |
| 2,02 m  | Ulrike Meyfarth     | Allemagne de l'Ouest | Athènes       | 8 septembre 1982  |
| 2,03 m  | Ulrike Meyfarth     | Allemagne de l'Ouest | Londres       | 21 août 1983      |
| 2,03 m  | Tamara Bykova       | Union soviétique     | Londres       | 21 août 1983      |
| 2,04 m  | Tamara Bykova       | Union soviétique     | Pise          | 25 août 1983      |
| 2,05 m  | Tamara Bykova       | Union soviétique     | Kiev          | 22 juin 1984      |
| 2,07 m  | Lyudmila Andonova   | Bulgarie             | Berlin        | 20 juillet 1984   |
| 2,07 m  | Stefka Kostadinova  | Bulgarie             | Sofia         | 25 mai 1986       |
| 2,08 m  | Stefka Kostadinova  | Bulgarie             | Sofia         | 31 mai 1986       |
| 2,09 m  | Stefka Kostadinova  | Bulgarie             | Rome          | 30 août 1987      |
| 2,10 m  | Yaroslava Mahuchikh | Ukraine              | Paris         | 7 juillet 2024    |